# Margarida Douglas
Margarida Douglas (em inglês: Margaret; Castelo de Harbottle, 8 de outubro de 1515 — Hackney, 7 de março de 1578), era avó paterna do rei Jaime VI da Escócia, que se tornou Jaime VI da Escócia e I de Inglaterra. O pai de Jaime era Henrique Stuart, Lorde Darnley, filho mais velho de Margarida. Ela também era neta do rei Henrique VII de Inglaterra. Ficou conhecida por conspirar a favor da Igreja Católica na Inglaterra.

## Biografia
Margarida nasceu no Castelo de Harbottle, filha de Arquibaldo Douglas, 6º Conde de Angus, e de Margarida Tudor, rainha-viúva da Escócia. Sua mãe havia cruzado a fronteira. Devido à sua proximidade da Coroa Inglesa, Margarida foi criada na corte de seu tio Henrique VIII junto com sua prima-irmã, a futura Maria I da Inglaterra, com quem sempre teve um bom relacionamento. Durante sua juventude, foi uma favorita de seu tio, e foi na corte que ela conheceu Lorde Tomás Howard, filho do Duque de Norfolk. Pelo fim de 1535, Lorde Howard e Margarida noivaram em segredo.

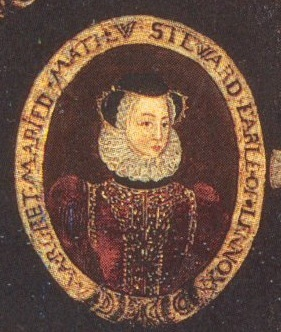
Imagem de Margarida Douglas em miniatura.

A sobrinha de Lorde Howard, Ana Bolena, caiu do poder em maio de 1536. Isto sem dúvida contribuiu para a ira do rei quando, em julho daquele ano, soube do noivado de Howard e Margarida uma vez que ela era a próxima na linha sucessória como consequência do abastardamento das princesas Maria e Isabel. Os dois foram mandados para a Torre de Londres e, em 18 de julho de 1536, um ato parlamentar sentenciou Howard à morte e proibiu o casamento de qualquer membro da família real sem a permissão do rei. A sentença, no entanto, não foi cumprida, embora Howard tenha definhado na Torre, mesmo depois de Margarida romper com ele. Enquanto estava na Torre, ela adoeceu com uma febre, e o rei permitiu que ela fosse transferida para a Abadia de Syon, sob a supervisão da abadessa. Ela foi libertada da prisão em 29 de outubro de 1537. Tomás Howard permaneceu na Torre, onde contraiu uma enfermidade fatal e morreu em 31 de outubro de 1537.
Em 1539, Margarida e a Duquesa de Richmond foram escolhidas para receber a noiva de Henrique VIII, Ana de Cleves, no Palácio de Greenwich, juntar-se à sua criadagem e levá-la ao rei. Isto teria sido uma grande honra, mas o rei preferiu encontrar-se pessoalmente com Ana em Rochester.

### Casamento e diplomacia
Em 1544, Margarida casou-se com o exilado escocês Mateus Stewart, 4.º Conde de Lennox, que posteriormente seria regente da Escócia, entre 1570 e 1571. Durante o reinado de sua prima Maria, a condessa tinha aposentos no Palácio de Westminster. Em novembro de 1553, a rainha disse ao embaixador Simon Renard que Margarida era mais adequada para sucedê-la no trono. À ascensão da rainha Isabel I, Margarida se mudou para Yorkshire, onde sua casa em Temple Newsam tornou-se um centro de conspiração católica. Em 1565, ela logrou casar seu filho Henrique Stuart, Lorde Darnley, com sua prima Maria da Escócia, unindo assim suas pretensões ao trono inglês.
Ela foi mandada para a Torre, mas após o assassinato de Darnley, em 1567, ela foi solta. Ela acusou sua nora, mas as duas acabaram se reconciliando. Quando a rainha escocesa foi presa, através da intervenção da rainha Isabel, Mateus foi escolhido para suceder ao Conde de Murray como regente da Escócia. Todavia, o partido de Maria, liderado pelos Hamiltons e por Guilherme Maitland, declararam guerra ao novo regente. O conde de Lennox foi morto a facadas num assalto ao Castelo de Stirling durante esta guerra, em 4 de setembro de 1571.
Em 1574, mais uma vez ela contrariou a rainha Isabel ao casar seu filho mais novo, Carlos Stuart, 6.º conde de Lennox, com Isabel Cavendish, enteada do Conde Shrewsbury. Ela foi mandada para a Torre, ao contrário da Condessa de Shrewsbury, mas foi libertada após a morte do filho, dois anos depois.

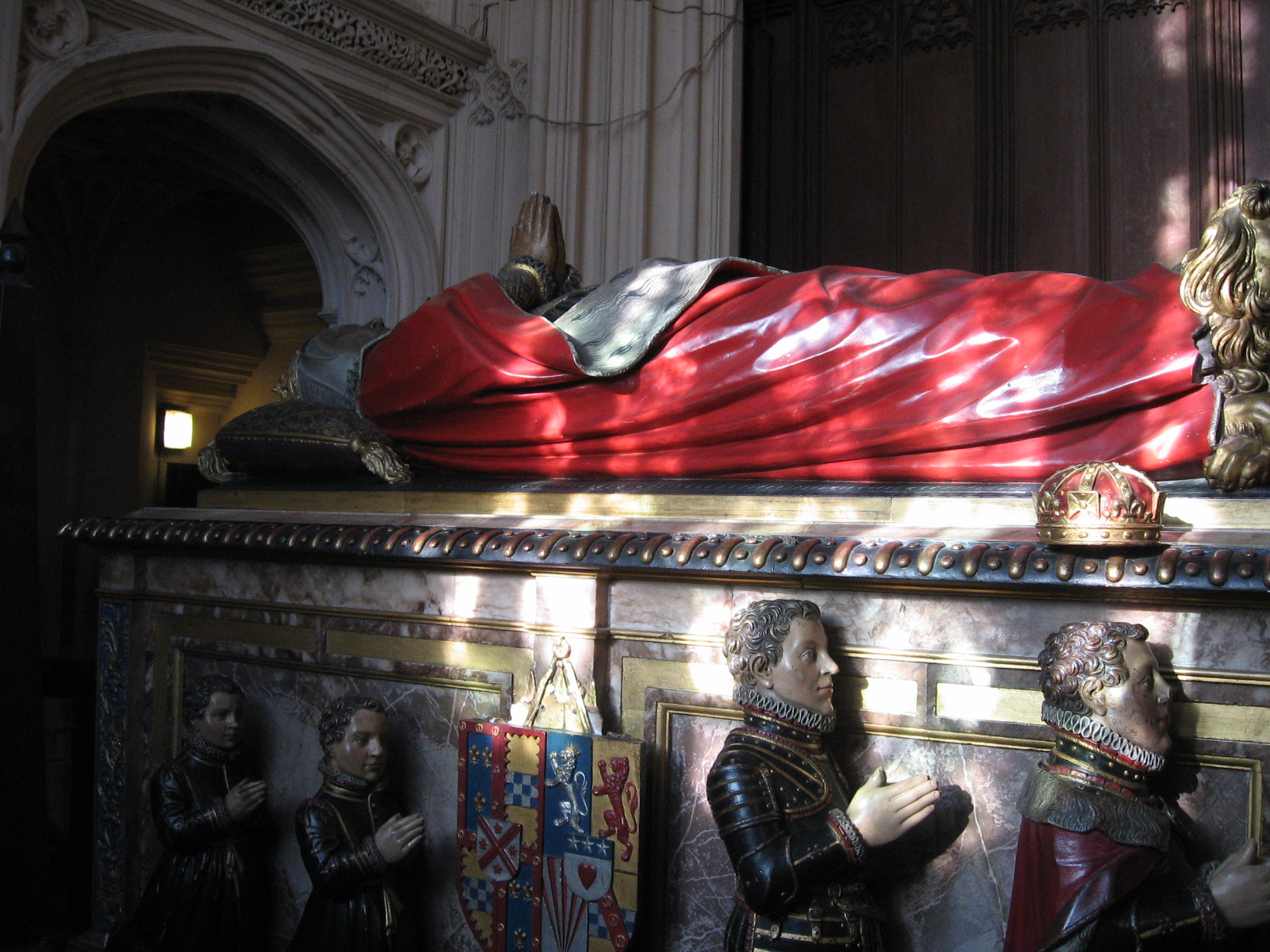
Tumba da condessa.

A diplomacia de Margarida contribuiu em grande escala para a sucessão de seu neto, Jaime VI da Escócia, ao trono inglês. Depois da morte de seu filho Carlos, ela ajudou a filha dele, Arabela Stuart. No entanto, ela não o sobreviveu por muito tempo. Poucos dias antes de sua morte, ela jantou com o Conde de Leicester, e disto resultou rumores de que ela teria sido envenenada. Não há evidência histórica disto.
Embora tenha morrido com dívidas, foi-lhe dedicado um funeral pomposo na Abadia de Westminster, à custa da rainha Isabel. Seu corpo foi sepultado no mesmo túmulo que o de seu filho Carlos na nave sul da capela de Henrique VII na abadia.